# Rudolf Kolisch
Rudolf Kolisch (* 20. Juli 1896 in Klamm, Österreich-Ungarn; † 1. August 1978 in Watertown, Massachusetts) war ein österreichisch-amerikanischer Violinist.

## Leben und Wirken
Rudolf Kolisch wurde als Sohn des Arztes Rudolf Kolisch und der Pianistin Henriette Hoffmann geboren, er hatte zwei Schwestern. Seit dem Alter von fünf Jahren erhielt er Violinunterricht. Nach einer Unfallverletzung der linken Hand als Neunjähriger lernte er Rechtsgeigen. Nach der Schulausbildung trat Kolisch in Otakar Ševčíks Meisterklasse für Violine an der k.k. Akademie für Musik und darstellende Kunst in Wien ein. Darüber hinaus studierte er Musiktheorie und Komposition bei Franz Schreker sowie Musikgeschichte bei Guido Adler. 1915 wurde Kolisch zeitweilig zum Kriegsdienst eingezogen.
Seit Anfang 1919 nahm Kolisch privaten Theorie- und Kompositionsunterricht bei Arnold Schönberg. Als Interpret gehörte er dem engsten Kreis der Wiener Schule an. In Schönbergs  Verein für musikalische Privataufführungen war er eines der maßgeblichen Mitglieder und von 1919 bis 1921 „Vortragsmeister“. Auf Wunsch Schönbergs gründete Kolisch für den Verein 1924 das Wiener Streichquartett, welches sich seit 1931 Kolisch-Quartett nannte und sich international einen Namen machen konnte. Hervorzuheben sind die Uraufführungen von Schönbergs 3. und 4. Streichquartett, A. Weberns Streichtrio und Streichquartett, A. Bergs Lyrische Suite und Béla Bartóks 6. Streichquartett.
1924 heiratete Arnold Schönberg Kolischs Schwester Gertrud.
Ab der 1930er Jahre wurden die Zeitläufte für das Quartett zunehmend ungünstiger, und es löste sich 1944 endgültig auf. Kolisch war 1942 in die USA emigriert, wo er schon vorher seinen Wohnsitz genommen hatte. In den USA nahm Kolisch verschiedene Lehrtätigkeiten auf. 1944 bis 1965 war er Primarius des (vormals in Belgien gegründeten) Pro Arte Quartetts, das zu der Zeit als „Quartet-in-residence“ an der University of Wisconsin in Madison beheimatet war. Dort lehrte Kolisch auch bis 1967 Violine und Kammermusik, um dann an das New England Conservatory of Music in Boston zu wechseln, wo er 1974 bis zu seinem Tod das Chamber Music Department leitete.
Nach dem Ende des Zweiten Weltkriegs war Kolisch erneut in Österreich und Deutschland tätig geworden, so 1953–1958 bei den Internationalen Ferienkursen für Neue Musik in Darmstadt sowie 1954–1955 an der dortigen Städtischen Akademie für Tonkunst. 1974–1977 hielt er gemeinsam mit Rudolf Stephan Interpretationskurse für Kammermusik im Schönberg-Haus in Mödling.
Kolisch vertrat sein Konzept von musikalischer Interpretation auch in Schriften, von denen viele bislang unveröffentlicht sind. Das Projekt, gemeinsam mit Theodor W. Adorno eine „Theorie der musikalischen Aufführung“ zu verfassen, blieb unausgeführt. Besonders wichtig ist der von ihm geprägte Begriff des „Wiener Espressivo“. Es geht darum, aus einem „Verständnis des musikalischen Sinns“ heraus zu interpretieren. Ein gewisses Maß an musikalischer Analyse ist daher Voraussetzung einer solchen Interpretation. Im Interesse einer optimalen Kommunikation der Spieler untereinander führte Kolisch in seinen Quartetten das Proben aus Partituren und das auswendige Aufführen ein. Kolisch vertrat die Gültigkeit der sog. gleichschwebenden Temperatur für die Musik seit der Wiener Klassik auch für Streichinstrumente. 1944 wurde in der Zeitschrift The Musical Quarterly der Aufsatz Tempo and Character in Beethoven's Music von Kolisch veröffentlicht. Darin vertrat Kolisch die Auffassung, dass (1) die von Beethoven selbst stammenden metronomischen Bezeichnungen des Tempos als verbindlich und als zum Notentext gehörig zu betrachten seien, und dass es (2) möglich sei, eine Systematik dieser Angaben zu ermitteln, die Rückschlüsse auf Tempi von Werken, welche Beethoven nicht metronomisch bezeichnet hat, erlauben. Eine von Kolisch in Zusammenarbeit mit seinem Student David Satz stark umgearbeitete Fassung dieses Aufsatzes in deutscher Sprache wurde 1992 veröffentlicht.
Sein ehrenhalber gewidmetes Grab befindet sich auf dem Grinzinger Friedhof (Gruppe 6, Reihe 6, Nummer 9) in Wien.

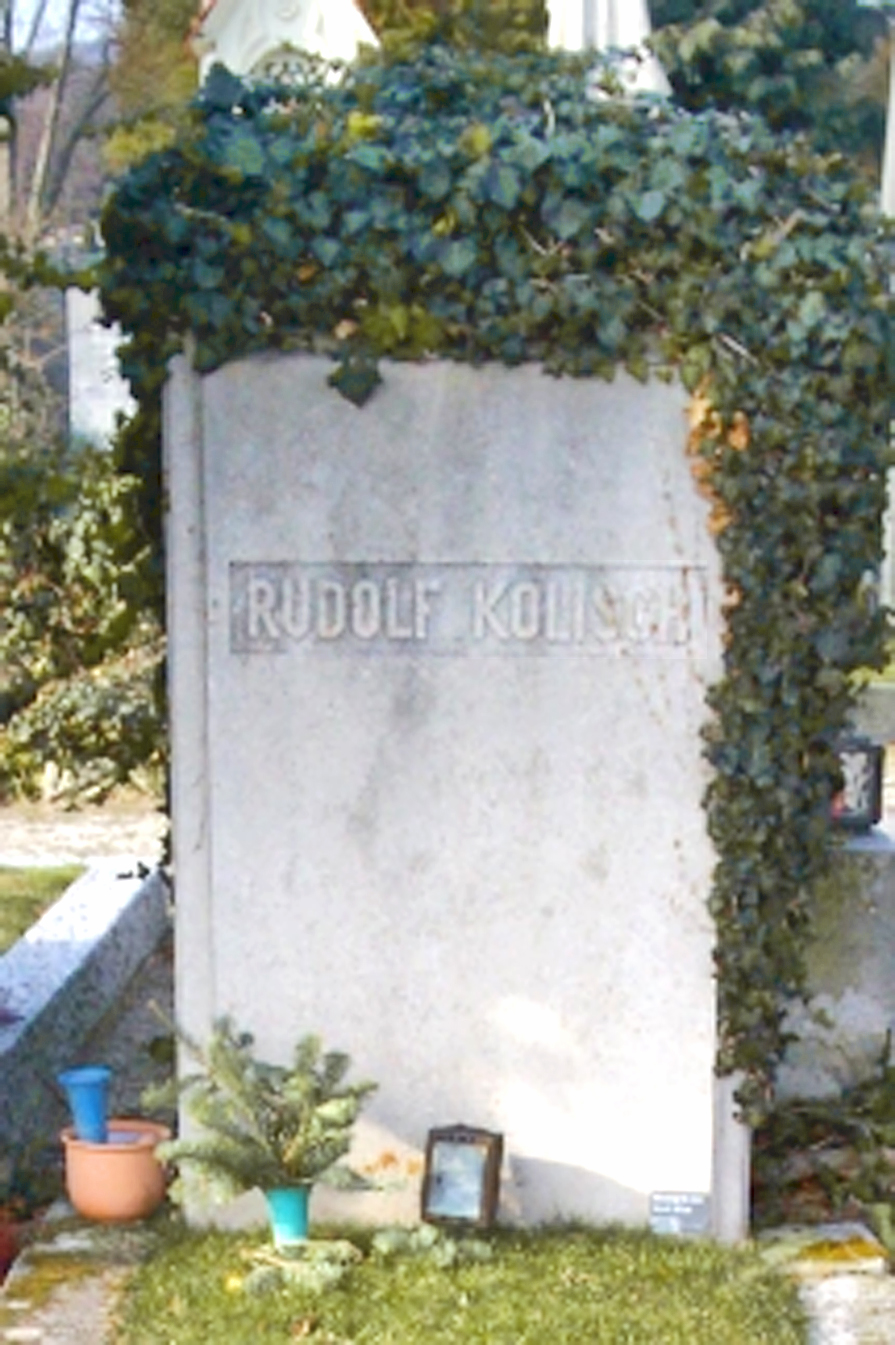
Grabstätte Rudolf Kolisch (asche) und Vater (begraben)

## Lehrtätigkeit
- 1939 New School of Social Research in New York
- 1944–1967 University of Wisconsin in Madison
- 1967–1978 New England Conservatory of Music in Boston
- 1956–1958 Darmstädter Ferienkurse für neue Musik
- 1974–1977 Interpretationskurse im Mödlinger Schönberg-Haus

## Schriften
- Tempo and Character in Beethoven's Music. Part I in: The Musical Quarterly. Vol. 29, no. 2, 1943. S. 169–187. (Digitalisat auf jstor). Part II in: The Musical Quarterly. Vol. 29, no. 3, 1943. S.  291–312 (Digitalisat auf jstor). - Davon weitgehende Umarbeitung:
- Tempo und Charakter in Beethovens Musik (= Musik-Konzepte, H. 76/77).  [Hrsg. von Heinz-Klaus Metzger. Rev. vom Autor unter Mitarb. von David Satz. Hrsg. u. komment. von Regina Busch].  Ed. Text und Kritik, München 1992. 169 S.
- Zur Theorie der Aufführung. Ein Gespräch mit Berthold Türcke (= Musik-Konzepte. 1977, 29/30). München, Ed. Text + Kritik, 1983. 130 S., zahlr. Notenbeisp. (ISBN 3-88377-133-3)
- Rudolf Kolisch, René Leibowitz: Aufführungsprobleme im Violinkonzert von Beethoven. In: Musica. 33, 1979. S. 148
- Mödlinger Gespräch. Mit Rudolf Kolisch, Rudolf Stephan, Károly Csipák. In: Österreichische Musikzeitschrift. Bd. 34, 1979. S. 420–425
- Religion der Streicher. In: Violinspiel und Violinmusik in Geschichte und Gegenwart. Universal-Ed., Wien 1975. S. 175–180
- Über die Krise der Streicher. In: Kriterien. Schott, Mainz 1958. S. 84–90
- Nonos Varianti. In: Melos. Bd. 24, 1957. S. 292–296.

## Briefwechsel
- Theodor W. Adorno – Rudolf Kolisch: Briefwechsel 1926–1969, herausgegeben von Claudia Maurer Zenck, Suhrkamp, Berlin 2023, ISBN 978-3-518-58802-4.